# Philomecyna rufoantennalis
Philomecyna rufoantennalis là một loài bọ cánh cứng trong họ Cerambycidae.